# Boucle (diacritique)
Pour les articles homonymes, voir Boucle.
La boucle est un signe diacritique généralement attaché sous la lettre qu’il modifie. Elle est principalement utilisée dans l’alphabet phonétique international dans les symboles actuels ‹ ɕ, ʝ, ʑ ›, dans des extensions utilisées en sinologie ‹ ȡ, ȴ, ȵ, ȶ ›, dans des symboles obsolètes ‹ ʆ, ʓ, ʥ, ʨ ›, ou dans des symboles anciennement proposés ‹ ⱴ ›. Plusieurs autres symboles avec une boucle souscrite sont aussi utilisés dans l’Alphabet dialectal suédois, la transcription Dania, ou la transcription Norvegia.
Les symboles c bouclé ‹ ɕ › et z bouclé ‹ ʑ › ont été utilisés comme lettres orthographiques dans l’alphabet mixte pour certaines langues minoritaires de Chine, et le j bouclé ‹ ʝ › est une lettre de l’alphabet dans l’écriture du ik en Ouganda.
Lorsqu’une boucle est inscrite dans une lettre on parle plutôt d’une sangle inscrite.